# Pew Research Center

Logo do projeto

O Pew Research Center (PRC) é um laboratório de ideias localizado em Washington, D.C., que fornece informações sobre questões, atitudes e tendências que estão moldando os EUA e o mundo. O PRC e seus projetos recebem verba do Pew Charitable Trusts. 
O Pew Research Center é uma organização que não defende causas, enquanto que o Pew Charitable Trusts apoia tanto projetos ligados a causas quanto neutros.  
Em abril de 2007, o PRC emitiu um relatório favorável sobre a Wikipedia, mostrando que quanto maior o nível de escolaridade do internauta, maior a popularidade da enciclopédia junto ao mesmo.

## Projetos principais
O trabalho do PRC é desenvolvido em sete projetos:
- Pew Research Center for the People & the Press
- Project for Excellence in Journalism
- Stateline.org
- Pew Internet & American Life Project
- Pew Forum on Religion & Public Life
- Pew Hispanic Center
- Pew Global Attitudes Project